# 端山古墳
端山古墳（はやまこふん）は、福岡県糸島市三雲にある古墳。古墳時代前期（4世紀初め頃）築造と推定される前方後円墳である。全長78.5メートル、古墳時代前期）と推定されるが、前方部は完全に消滅していて、大きな円墳状態になっている。
前方部は二段築成、後円部は三段築成で、斜面には葺石が施されている。前方部の長さ約38メートル、後円部の直径は約42メートル、高さ約8メートル。盾形の周濠が廻らされており、周濠を含むと全長は約99メートルとなる。
端山古墳の南100メートルの所に、同じく前方後円墳の築山古墳があるが、端山古墳の方が先に築かれたと考えられている。
古い記録には付近に茶臼塚と呼ばれる古墳も存在したことが記されているが、その位置は現在確認されていない。
端山古墳、築山古墳とも、埋葬施設の発掘調査は未実施である。
これらの古墳は、細石神社の北東約200メートルの所にあり、さらに、北西約1キロメートルには平原遺跡がある。付近は魏志倭人伝の伊都国の主要な地域と考えられている。
古墳に葬られた人物は、伊都国王に代わってこの地域を支配した、大和政権と深い関係を持つ豪族であろうと考えられている。